# 錦葩楼国景
錦葩楼 国景（きんぱろう くにかげ、生没年不詳）とは、江戸時代後期の大坂の浮世絵師。

## 来歴
師系不詳。錦葩楼、国景と号す。天保4年（1833年）に刊行された人情本『春情濡小袖』5冊の挿絵を描いている。作者は談寿楼白園である。それ以外の経歴は一切不明である。『原色浮世絵大百科事典』第2巻では歌川国景と同一人かと記している。